# Tjulenijodden
Tjulenijodden är en udde i Antarktis. Den ligger i Östantarktis. Norge gör anspråk på området.
Terrängen inåt land är platt åt nordost, men åt sydväst är den kuperad. Trakten är glest befolkad. Närmaste befolkade plats är Novolazarevskaya Station, 8,7 kilometer öster om Tjulenijodden. 